# Brus Laguna Airport
Brus Laguna Airport är en flygplats i Honduras.   Den ligger i departementet Departamento de Gracias a Dios, i den östra delen av landet, 300 km nordost om huvudstaden Tegucigalpa. Brus Laguna Airport ligger 4 meter över havet.
Terrängen runt Brus Laguna Airport är mycket platt. Havet är nära Brus Laguna Airport åt nordväst. Runt Brus Laguna Airport är det mycket glesbefolkat, med 4 invånare per kvadratkilometer. Närmaste större samhälle är Brus Laguna, 6,6 km öster om Brus Laguna Airport. 